# Hans Maier (Fußballspieler)
Hans Maier (* 11. Mai 1921) ist ein ehemaliger deutscher Fußballspieler.

## Karriere
Maier spielte ab 1935 zehn Jahre lang für die erste Mannschaft des FC Bayern München, bis 1942 in der Gauliga Bayern, von 1943 bis 1944 in der Gauliga Südbayern und von 1944 bis 1945 in der Gauliga München. Nach dem Zweiten Weltkrieg absolvierte er zwischen 1945 und Anfang 1952 96 Punktspiele in der Oberliga Süd und erzielte dabei fünf Tore für die Bayern.
Die beste Platzierung mit dem FC Bayern München erreichte er in der Saison 1948/49, als die „Roten“ den dritten Rang belegten und damit zur Teilnahme an der 2. Qualifikationsrunde zum Einzug in die Endrunde um die deutsche Meisterschaft berechtigt waren. In dieser Spielzeit hatte der zumeist im WM-System als linker Außenläufer aktive Maier an der Seite von Jakob Streitle und Herbert Moll 26 Ligaspiele absolviert. In der 2. Qualifikationsrunde traf er mit den Bayern am 5. Juni 1949 in Hannover auf den norddeutschen Vizemeister, den FC St. Pauli. Das Spiel endete 1:1-Unentschieden nach Verlängerung. Bereits am Folgetag, den 6. Juni, fand in Hannover das Wiederholungsspiel statt. Jetzt setzten sich die Norddeutschen um Karl Miller, Walter Dzur, Harald Stender und Alfred Boller mit einem 2:0 durch. Hans Maier hatte in beiden Spielen seine Stammposition des linken Außenläufers bekleidet und sich dabei in erster Linie mit dem Halbrechten Fritz Machate von St. Pauli Zweikämpfe geliefert.
Nach 16 Jahren in der ersten Mannschaft der Münchener wechselte Maier zu den Stuttgarter Kickers, für die er in vier Spielzeiten zu weiteren 90 Spielen (1 Tor) in der Oberliga Süd kam. Seine erste Saison, 1951/52, bei den Kickers begann Maier am 19. August 1951 mit einem 3:2-Erfolg im Heimspiel gegen den Karlsruher Stadtteilverein VfB Mühlburg. Vor 15.000 Zuschauern agierte er als linker und Johannes Herberger als rechter Außenläufer, Siegfried Kronenbitter und Reinhold Jackstell komplettierten als Verbinder das Mittelfeld der Degerlocher. Sein letztes Spiel für die Stuttgarter Kickers bestritt er am 6. Januar 1957 beim 1:1-Unentschieden im Auswärtsspiel gegen den Freiburger FC.